# Нурикян, Нораир
Нораи́р (Нора́йр) Ара́м Нурикя́н (болг. Норайр Арам Нурикян; 26 июля 1948, Сливен, Болгария — 11 марта 2025) — болгарский тяжелоатлет, тренер, многократный чемпион Болгарии, чемпион Европы (1976), двукратный чемпион мира (1972, 1976) и Олимпийских игр (1972, 1976), пятикратный рекордсмен мира. Заслуженный мастер спорта Болгарии (1971). Удостоен звания Герой Социалистического Труда Болгарии, награждён орденом Болгарии первой степени, орденом «Георгий Димитров», а также орденом «Стара планина» первой степени (2008). В 1994 году имя Нораира Нурикяна включено в Зал славы тяжёлой атлетики.

## Биография
Нораир Нурикян родился в болгарском городе Сливен в армянской семье. В 1966 году начал заниматься тяжёлой атлетикой под руководством выдающегося болгарского тренера Ивана Абаджиева. В 1969 году дебютировал в составе национальной сборной Болгарии на чемпионате Европы в Варшаве и выиграл бронзовую медаль. Триумфальными для Нораира Нурикяна стали Олимпийские игры в Мюнхене, где он в упорной борьбе с советским атлетом Дито Шанидзе завоевал титул чемпиона мира и Олимпийских игр. При этом он установил мировой рекорд по сумме троеборья. В 1973 году Н. Нурикян уступал на чемпионатах Европы и мира Д. Шанидзе, а в 1974 году ещё и болгарскому атлету Георгию Тодорову после чего решил перейти из полулёгкой в легчайшую весовую категорию. В 1976 году, выступая уже в легчайшей весовой категории, одержал победу на чемпионате Европы в Берлине и Олимпийских играх в Монреале, причём снова с мировым рекордом по сумме упражнений.
В 1977 году Нораир Нурикян завершил свою спортивную карьеру и занялся тренерской деятельностью. Долгое время работал помощником Ивана Абаджиева, а в 1989—1993 годах сам возглавлял тренерский штаб национальной сборной Болгарии. С 1995 по 2004 год был генеральным секретарём Федерации тяжёлой атлетики Болгарии, а в 2001—2005 годах — вице-президентом Международной федерации тяжёлой атлетики. Занимался судейством крупнейших международных соревнований в том числе Олимпийских игр в Пекине.
Умер 11 марта 2025 года от рака в возрасте 76 лет.